# Satélites artificiales de México

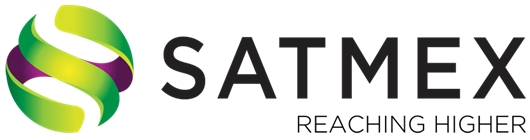

El presente artículo aborda el tema de los satélites artificiales de México.

## Antecedentes
Para la difusión internacional de los Juegos Olímpicos de México 1968, el gobierno mexicano se afilió ese año al sistema satelital Intelsat y construyó en el estado de Hidalgo la primera estación terrena del país y rentó un satélite ATS-3, propiedad de la NASA. Dos años después, en 1970, se inició el uso satelital en México para servicio doméstico. A partir de 1982, el gobierno mexicano adquirió su primer paquete de satélites propios, conocido como Sistema Morelos. Los satélites Morelos I y Morelos II fueron puestos en órbita en 1985 en posiciones geoestacionarias para ambos en los 113.5° W y 116.8° W y en Iztapalapa, al oriente de la Ciudad de México, se edificó su centro de control terrestre. 
Para el manejo de ambos satélites y su centro de control, en 1989 se creó Telecomunicaciones de México (Telecomm), con sede en la Ciudad de México, organismo descentralizado que adquirió un segundo paquete satelital para sustituir finalmente al Sistema Morelos al término de su vida útil. El Sistema Solidaridad se conformó con los satélites Solidaridad 1 y Solidaridad 2, puestos en órbita en 1993 y 1994, respectivamente, al tiempo que se dio de baja el Morelos 1, conservando las dos posiciones satelitales ya adquiridas más una nueva en los 109.2° W.
La Universidad Nacional Autónoma de México creó el Programa Universitario de Investigación y Desarrollo Espacial (PUIDE), que en 1991 comenzó la fabricación del primer satélite 100% mexicano, el UNAMSAT-1, que fue destruido durante su lanzamiento en 1995. En 1996 puso en órbita el UNAMSAT-B que funcionó cerca de un año.
El gobierno mexicano puso a la venta el sistema satelital del país a través de Satélites Mexicanos, S.A. de C.V. (SATMEX) en 1997, que quedó bajo el control de Principia Loral Space & Communications. El paquete incluyó el Morelos 1 inactivo, el Morelos 2, Solidaridad 1 y 2 en activo y el Morelos 3 en construcción (al que se cambió el nombre por el de Satmex 5).
Con fines de seguridad nacional, el gobierno mexicano anunció en 2010 la creación de un nuevo Sistema Satelital Mexicano (MEXSAT), para ser administrado por Telecomunicaciones de México (Telecomm-Telégrafos) el cual constará de 3 satélites denominados Bicentenario, Centenario y Morelos III.

## Sistema Morelos

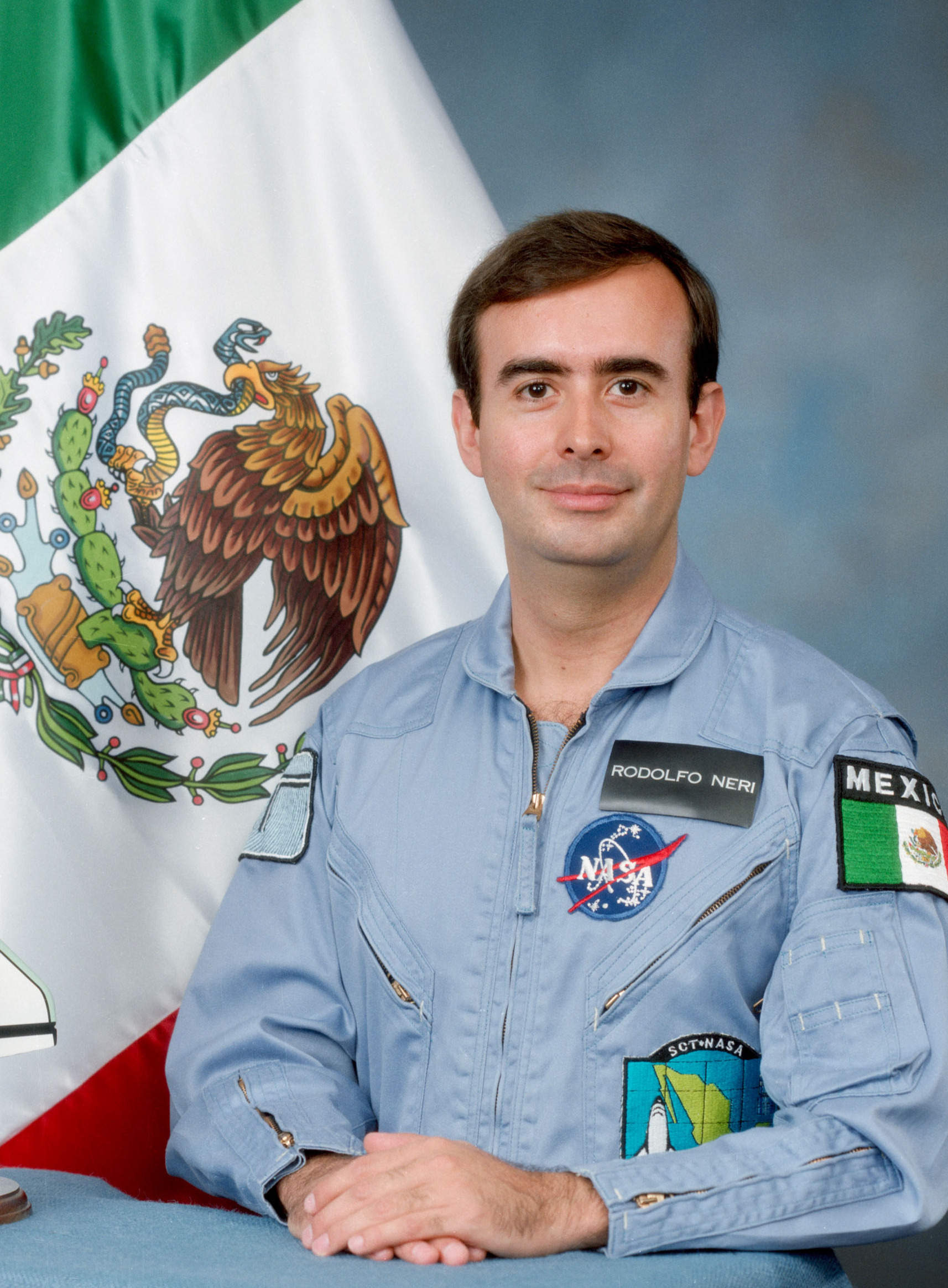
Rodolfo Neri Vela, primer astronauta mexicano, viajó en la misión STS-61-B de la NASA en la puesta en órbita del Morelos II en 1985.

El Gobierno Federal de México creó el Sistema Morelos con dos satélites, el Morelos I y el Morelos II, que son versiones del satélite más comercial de la época, el Hughes HS-376. Este modelo fue modificado para operar de manera híbrida, por primera vez, dos bandas en frecuencias diferentes (C y Ku) de manera simultánea. Ambos satélites son de forma cilíndrica con un sistema de giro para estabilizarse en forma geoestacionaria. Mide 7 pies 1 pulgada (2.16 metros) de diámetro y de altura, durante su posición de lanzamiento con su sistema de paneles solares retraídos y su antena guardada, mide 9 pies y 4 pulgadas (2.85 metros). En órbita, al expandir sus paneles solares y su antena, alcanza los 21 pies y 8 pulgadas (6.6 metros) de alto. Su peso al iniciar su órbita es de 1,422 libras (645.0 kilogramos), que incluyen 293 libras (132.9 kilogramos) de combustible para controlar su órbita durante una vida útil de 9 años. Los dos paneles solares, construidos con celdas solares K-7, proveen al satélite con 950 watts al colocarse en órbita, que son apoyados con dos baterías de níquel-cadmio para funcionar durante los eclipses al pasar a través de la sombra de la Tierra. La antena modificada de las versiones comunes del satélite HS-376 para operar según las especificaciones mexicanas, tiene capacidad para operar 18 bandas en frecuencia C y 4 bandas en frecuencia Ku. Para su posicionamiento en el punto geoestacionario correspondiente, cada satélite contó con un módulo PAM-D fabricado por McDonnell Douglas y un motor Star-30B fabricado por Thiokol, para llevarlo a una órbita circular sincronizada, desde una órbita elíptica en que fueron liberados desde un transbordador espacial de la NASA. 
El centro de control y telemetría fue fabricado por Hughes e instalado en Iztapalapa, dentro de la zona conurbada de la Ciudad de México. Los satélites del Sistema Morelos brindaron servicios de comunicaciones de televisión, telefonía y datos en las bandas C y Ku hacia y desde cualquier punto de la República Mexicana.
En 1989 el organismo descentralizado Telecomm se convirtió en el operador del Sistema Morelos y en 1997 lo fue Satélites Mexicanos, S.A. de C.V. (Satmex), que fue privatizada.

### Morelos I
El Morelos I fue puesto en órbita el 17 de junio de 1985 por el transbordador espacial Discovery durante su quinto vuelo, en la misión STS 51-G de la NASA, cuyo despegue fue desde Cabo Cañaveral y fue posicionado en los 113.5 grados de latitud oeste. En 1993 terminó su vida útil y sus operaciones fueron transferidas al Solidaridad 1. En 1994 cedió su posición orbital al Solidaridad 2, al ser retirado a otra de desuso. Tras la privatización de 1997, el Morelos I se conoce también como Satmex 1.
Morelos II
El Morelos II fue puesto en órbita el 27 de noviembre de ese mismo año por el transbordador espacial Atlantis, durante su segundo vuelo, en la misión STS 61-B de la NASA, que contó con la participación del doctor Rodolfo Neri Vela, primer astronauta mexicano (y hasta la fecha único bajo bandera mexicana). El Morelos II tuvo su despegue en Cabo Cañaveral y fue posicionado en los 116.8 grados de latitud oeste. Tras la privatización de 1997, el Morelos II se conoce también como Satmex 2. Terminó su vida útil en 2004.
Sistema Solidaridad
En mayo de 1991, con el fin de sustituir al Sistema Morelos al término de su vida útil, Telecomm contrató nuevamente a Hughes para la fabricación de un segundo paquete satelital que se denominó Sistema Solidaridad por un importe de más de 300 millones de dólares, incluyendo servicios de lanzamiento, adecuación al centro de control de Iztapalapa, un nuevo centro de control en Hermosillo y seguros.
El Sistema Solidaridad contó con dos satélites, el Solidaridad 1 y el Solidaridad 2, versiones del satélite Hughes HS-601, con una vida útil de 14 años. Ambos satélites son de forma cúbica con un sistema de estabilización geoestacional triaxial. Su forma es cúbica y contiene en su centro el sistema electrónico y de propulsión; en su eje norte sur tienen unas alas de 21 metros de largo, pesan alrededor de 1,641 kg al inicio de su puesta en órbita, sus celdas solares los proveen de 3300 watts y tienen 27 baterías para los eclipses. Al igual que los Morelos, tienen 18 bandas en frecuencia C, pero con capacidad mayor que les permiten transmitir desde terminales pequeñas, más 16 bandas en frecuencia Ku y una banda en frecuencia L. Con las alas no extendidas miden tan solo 7.2 metros; las antenas, colocadas una al este (la de banda Ku) y otra al oeste (la de banda C), miden 2.5 metros.
El Centro de Control de Iztapalapa fue remodelado para operar al Sistema Solidaridad y se construyó uno nuevo en Hermosillo, Sonora, desde donde se continuó con el servicio de comunicaciones de televisión, telefonía y datos en la banda C hacia y desde México, sur de Estados Unidos y resto de Latinoamérica, y en la banda Ku hacia y desde México y Estados Unidos.
En 1997 la empresa Satélites Mexicanos, S.A. de C.V. (Satmex) se convierte en el operador del Sistema Solidaridad, la cual es privatizada ese mismo año.

### Solidaridad 1
El Solidaridad 1 fue puesto en órbita el 19 de noviembre de 1993 por el cohete Ariane-44LP H10+, cuyo despegue fue desde Kourou, Guyana Francesa, y fue posicionado en los 109.2 grados de latitud oeste. Tras la privatización de 1997, el Solidaridad 1 se conoce también como Satmex 3. En 1999 tuvo una falla en los controles de procesamiento satelital, la cual se repitió en 2000, con lo que se dio por pérdida total.

### Solidaridad 2
El Solidaridad 2 fue puesto en órbita el 7 de octubre de 1994 por el cohete Ariane-44L H10+, cuyo despegue fue desde Kourou, Guyana Francesa, y fue posicionado en los 113.5 grados de latitud oeste, posición que antes ocupó el Morelos I. Tras la privatización de 1997, el Solidaridad 2 se conoce también como Satmex 4. En marzo de 2006 se le migró a la órbita 114.9° oeste para alargar su vida útil. Tras una severa falla, en marzo de 2008 fue trasladado a una órbita inclinada para tenerlo activo por lo menos hasta 2013 retirándose de la actividad comercial dando servicio únicamente al gobierno mexicano. Nuevos estudios del satélite le han dado prórrogas consecutivas a su vida útil, incluso para llegar hasta 2015 cuando estarían en órbita los nuevos satélites del sistema MEXSAT. Pero la vida útil del Solidaridad 2 terminó el 29 de noviembre de 2013, a las 23:59 horas, tras su sustitución paulatina por el Satmex 8.

## Sistema Satmex

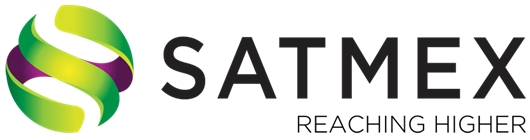

En 1995 el gobierno mexicano reformó la Ley de Telecomunicaciones y con la Sección de Servicios Fijos Satelitales de Telecomm constituyó la empresa Satélites Mexicanos S.A. de C.V. (SATMEX) el 26 de junio de 1997, la cual puso a la venta a través de una licitación pública. El 75% de SATMEX fue adquirido en octubre de 1997 por Principia Loral Space & Communications y el 25% restante lo conserva el gobierno mexicano, sin derecho a voto; e inicia una inversión de 645 millones de dólares. El paquete incluyó el Morelos 1 inactivo, el Morelos 2, Solidaridad 1 y 2 en activo y el Morelos 3 en construcción (que se le cambió el nombre a Satmex 5).
Antes de concretarse la privatización, en agosto de 1996, se solicita por tercera y última ocasión un nuevo satélite a Hughes, el Morelos 2R o Morelos 3, con cobertura en banda C y Ku para todo el continente americano. Durante la fabricación de este satélite se crea Satmex, por lo que el nombre del satélite es modificado a Satmex 5 durante su fabricación. Fue una versión más poderosa de los satélites Solidaridad y sería el primero de lo que se ha llamado Sistema Satmex. Culminado el contrato con Hughes, Satélites Mexicanos S.A. de C.V., como filial de Principia Loral Space & Communications, estableció un programa para sustituir la flotilla satelital con vida útil próxima a vencer, fabricados por Space Systems Loral; de esta manera, el Satmex 6 fue puesto en órbita y se puso en marcha la construcción de los demás satélites del sistema.
SATMEX no pudo mantener su rentabilidad y en dos ocasiones recurrió a la ley de bancarrotas de Estados Unidos, la primera en 2005 y la segunda en 2011, con el fin de reestructurar sus deudas y mantener la viabilidad financiera. Sus propietarios decidieron ponerla en venta por primera vez en 2007, pero las ofertas no cumplieron con las expectativas de la empresa que pedían por lo menos 500 millones de dólares. 
Durante 2010 las empresas EchoStar Satellite Services y MVS Comunicaciones alcanzaron diversos acuerdos comperciales para adquirir Satélites Mexicanos, S.A. de C.V. El primero fue en marzo, que se cayó cuando la mayoría de los accionistas se negaron a la venta. El segundo fue en mayo, el cual sería por 374 millones de dólares, pero tampoco se concretó.
Una nueva reforma en telecomunicaciones emprendida por el gobierno mexicano abrió la inversión extranjera directa en 100% en el sector satelital, con lo cual SATMEX se convirtió en un atractivo muy codiciado y en 2013 la empresa francesa Eutelsat Communications hizo una oferta por 831 millones de dólares por el 100% de sus acciones, más 311 millones para sanear su deuda pendiente. Esta operación se concretó el 2 de enero de 2014, la cual incluyó los satélites SATMEX 5, 6 y 8.

### Satmex 5 (ahora EUTELSAT 115 West A)
El Satmex 5, tiene su base en el satélite Hughes HS-601HP o en una versión del HP-601“High Power”, base de los Solidaridad 1 y 2. Alcanza a generar 7000 watts de poder, al menos 10 veces la capacidad del Morelos II, con un novedoso sistema de celdas solares y de baterías más avanzadas y con un sistema de propulsión de iones de xenón, con una vida útil de 15 años. La capacidad de transmisión permite que se reciba por antenas terrestres de 60 centímetros o más pequeñas. Alcanza a cubrir a toda América, por lo que puede proveer servicios en cualquier país del continente. El Satmex 5 inició su construcción bajo el nombre de Morelos III en la Integrated Satellite Factory de Hughes Space and Communications Company en El Segundo, California, al igual que los satélites de los Sistemas Morelos y Solidaridad, con personal de Hughes y al menos diez ingenieros mexicanos que trabajaron en la integración del satélite. El Satmex 5 cuenta con 24 bandas en frecuencia C de 36 MHz con polarización lineal y 24 bandas en frecuencia Ku de 36 MHz con polarización lineal. El Satmex 5 fue puesto en órbita el 5 de diciembre de 1998 a bordo de un cohete Ariane-42L H10-3 a los 116.8° oeste. El 27 de enero de 2010 presentó una falla en su sistema de propulsión XIPS, con lo que entró en operación el mecanismo de propulsión químico, que tiene duración de 2.5 años. Una vez que se dipuso el lanzamiento del Satmex 8 se le cambió su posición orbital a los 114.9° Oeste con una operación en órbita inclinada para alargar su vida útil, que cumplió a finales de 2013. Desde el 21 de mayo de 2014 se le denomina EUTELSAT 115 West A. y será reemplazado por el EUTELSAT 115 West B, según se establezca su fecha de lanzamiento, hacia 2015.

### Satmex 6 (ahora EUTELSAT 113 West A)
El Satmex 6 fue solicitado a Space Systems Loral, para reponer la pérdida del Solidaridad 1-Satmex 3, con base en el satélite LS-1300X High Power, construido en Palo Alto, California. Pesa 5,700 kg, cuenta con 36 bandas C de 36 MHz de polarización lineal, 24 bandas Ku de 36 MHz de polarización lineal que cubren todo el continente americano y un sistema triaxial como modo de estabilización. Fue lanzado el 27 de mayo de 2006 por un cohete Ariane 5 ECA y puesto en órbita geoestática en los 113.0º de latitud oeste, posición que ocupaba originalmente el Solidaridad 2, para funcionar durante una vida útil de más de 15 años.
Desde el 21 de mayo de 2014 se le denomina EUTELSAT 113 West A. (sigue en órbita)

### Satmex 7 (EUTELSAT 115 West B)
El Satmex 7 fue un satélite solicitado originalmente en junio de 2008 a Space Systems Loral para sustituir al Solidaridad 2-Satmex 4 próximo a terminar su vida útil, con base en el satélite LS-1300, que incorporaría el sistema Fixed Satellite Services (FSS) al continente. Sería un satélite de última generación con alta capacidad en transmisión en bandas C y Ku que cubriría el servicio de HDTV. Estaría diseñado para ocupar la posición orbital de 109.2° de latitud oeste que ocupaba el Solidaridad 1 y se programó su lanzamiento para 2011. Sin embargo, el gobierno mexicano, tras declarar desiertas un par de licitaciones, perdió la posición 109.2° Oeste ya que la Unión Internacional de Telecomunicaciones (UIT) tenía como plazo para ocuparla hasta el 5 de marzo de 2008. Por lo tanto el Satmex 7 fue cancelado y se optó por alargar la vida del Solidaridad 2; aunque el proyecto reviviría más adelante (ver EUTELSAT 115 West B).

### Satmex 8 (ahora EUTELSAT 117 West A)
El Satmex 8 es un SSL-1300E que fue anunciado en mayo de 2010 originalmente para reemplazar el Satmex 5, aunque se reprogramó para sustituir finalmente al Solidaridad 2-Satmex 4. Incorporara el sistema Fixed Satellite Services (FSS). Tiene una capacidad para 24 bandas C y 41.5 bandas Ku, con cobertura en todo el continente americano y una vida útil de 15 años. En abril de 2010, SATMEX hizo un pago inicial de $2 millones de dólares a Space Systems/Loral para comenzar la fabricación del SATMEX 8. Se planeaba lanzar este satélite en julio de 2012, postergándose su lanzamiento a noviembre y luego a diciembre de 2012 por medio de un cohete Protón desde el cosmódromo de Baikonur en Kazakhastan. Finalmente el lanzamiento se efectuó el 26 de marzo de 2013. Ocupa la posición orbital de 116.8° W que ocupó originalmente el Satmex 5 (que fue movido previamente a la 114.9° Oeste). Desde el 21 de mayo de 2014 se le denomina EUTELSAT 117 West A.

## Sistema Eutelsat Américas

La empresa francesa Eutelsat Communications decidió iniciar su expansión en servicios satelitales en el continente americano, al tiempo que Principia Loral Space & Communications mantenía su firme intención de vender su participación del 75% en Satélites Mexicanos, S.A. de C.V. (SATMEX). Coincidentemente, el gobierno mexicano emprende una reforma en telecomunicaciones que permite abrir la inversión extranjera en la totalidad del sector satelital del país, con lo que se hacen disponibles el 25% restante de SATMEX. Por lo anterior, en 2013, Eutelsat Communications hizo una oferta por 831 millones de dólares por el 100% de las acciones de SATMEX, más 311 millones para sanear su deuda pendiente. Esta operación se concretó el 2 de enero de 2014, la cual incluyó los satélites SATMEX 5, 6 y 8.
Como parte de su estrategia comercial, el 7 de marzo de 2014 Eutelsat Communications anunció que Satélites Mexicanos, S.A. de C.V. operaría en adelante bajo el nombre comercial de Eutelsat Americas y semanas después, el 21 de mayo, anunció el cambio de nomenclatura de sus satélites, sustituyendo el nombre Satmex por Eutelsat, con el fin de homologar la nomenclatura de toda la flota satelital a nivel mundial. Los satélites mexicanos pasaron a denominarse:
1. EUTELSAT 117 West A, antes Satmex 8
2. EUTELSAT 115 West A, antes Satmex 5
3. EUTELSAT 113 West A, antes Satmex 6

La estrategia de crecimiento que tenía SATMEX en la construcción de nuevos satélites fue absorbida por EUTELSAT, modificándose según las necesidades de la firma francesa.

### EUTELSAT 115 West B
El EUTELSAT 115 West B es un satélite pensado para sustituir al Satmex 5-EUTELSAT 115 West A que actualmente ocupa la órbita inclinada 114.9° Oeste, que rebasó su vida útil original en 2013. Este proyecto fue iniciado el 13 de marzo de 2012 por Satélites Mexicanos (Satmex), poniéndole al satélite el nombre Satmex 7, con el fin de sustituir el anterior proyecto cancelado de su satélite homónimo. La construcción de este nuevo satélite fue encargada a Boeing Satellite Systems International y se estimó inicialmente que sería lanzado a finales de 2014 o principios de 2015 desde Cabo Cañaveral, Florida, a bordo de un cohete Falcon 9 de la empresa Space Exploration Technologies (SpaceX). Antes de ser lanzado, el 21 de mayo de 2014, el satélite recibió su nueva denominación de EUTELSAT 115 West B y está en espera de poderse calendarizar su puesta en órbita.

### EUTELSAT 117 West B
El EUTELSAT 117 West B es un satélite programado para sustituir al Satmex 8-EUTELSAT 117 West A que actualmente da servicio en la órbita 116.8° Oeste. Originalmente fue ordenado por Satélites Mexicanos bajo el nombre de Satmex 9 para ponerse en órbita en 2014. El 21 de mayo de 2014 el satélite fue renombrado como EUTELSAT 117 West B, el cual será construido por Boeing Defense and Space, tendrá una vida útil de 15 años y ocupará la posición orbital 116.8° Oeste. Contará con 48 transpondedores, equivalente de 36 MHz, en la banda Ku extendida. Será el segundo satélite eléctrico de nueva generación de la flota Eutelsat Americas.

### EUTELSAT 65 West A
El EUTELSAT 65 West A fue ordenado directamente por Eutelsat Communications para ingresar en el mercado de Brasil y el resto de América Latina, desde antes de la adquisición de Satélites Mexicanos. Es un satélite SSL 1300 manufacturado por Space Systems/Loral que se pondrá en órbita a principios de 2016, previo a la olimpiada de Río de Janeiro 2016, para ocupar la posición 65° Oeste. Tendrá cobertura en tres frecuencias: banda C, banda Ku y banda Ka (usada en Brasil). Tendrá una vida útil de 15 años. Tras la compra de Satélites Mexicanos por Eutelsat Communications, el EUTELSAT 65 West A fue reasignado para ser operado por Eutelsat Americas.

## Sistema UNAMSAT
La Universidad Nacional Autónoma de México (UNAM) creó el Programa Universitario de Investigación y Desarrollo Espacial (PUIDE) que bajo la dirección del doctor Alfonso Serrano desarrolló en 1991 el proyecto UNAMSAT-1 para crear un satélite para el estudio estadístico de las trayectorias de impacto de los meteoritos en la atmósfera terrestre. Fue el primer satélite de fabricación mexicana. El proyecto, bajo la jefatura del ingeniero David Liberman e integrado por un grupo de pasantes de las ingenierías en cómputo, electrónica y mecánica, desarrolló la estructura del satélite en el Centro de Instrumentos, con el apoyo del Instituto de Física de la propia Universidad. El presupuesto utilizado fue de $100,000 dólares en total. El lanzamiento del UNAMSAT-B costó $112,000 dólares.
Fuera del ámbito académico, el proyecto contó con una importante participación de la Organización Amateur de Satélites (AMSAT), quienes contribuyeron con el modelo Amsat-Na Microsat, para desarrollar el satélite, a cambio de incluir un sistema transponder para uso de radioaficionados; por lo que también se conoce al satélite como Oscar 30 o UO 30.

### UNAMSAT 1
El UNAMSAT-1 fue concluido en 1993 en Ciudad Universitaria. Su forma es cúbica de 23 centímetros, con 10 litros de volumen y con un peso de 17 kilos; compuesto por 5 módulos cuadrangulares, celdas solares y baterías, su vida útil fue calculada de 4 años y medio. Su sistema de telecomunicación trabaja bajo el sistema amateur de 0.2-0.3 UHF, con un sistema de protocolo PACSAT que usaron los satélites Oscar 16 y 19. Para ponerlo en órbita polar, se estableció un convenio de colaboración del PUIDE con el Instituto Astronómico Sternberg de la Universidad Estatal de Moscú y la empresa espacial Progress, con el fin de tener un costo menor en la puesta en órbita del satélite, en comparación con lo que sería un acuerdo comercial. El convenio permitió establecer con el Grupo de Tecnología Espacial del Instituto Sternberg el diseño del acoplamiento entre el satélite y el cohete ruso. Sin embargo, el UNAMSAT-1 fue catalogado como carga secundaria durante el lanzamiento de un satélite de comunicaciones ruso, por lo que el proyecto sufrió aplazamientos según el propio programa espacial ruso. La primera fecha programada fue en diciembre de 1993 y la segunda en junio de 1994. Finalmente el UNAMSAT-1 fue lanzado desde una base militar en Plasestsk, Rusia, el 28 de marzo de 1995, pero una falla en el IV estadio del Start 1 ruso malogró el lanzamiento.

### UNAMSAT B
El UNAMSAT-B comenzó a construirse a la par del UNAMSAT-1 como un satélite gemelo, para quedarse en tierra como simulador de la operación en órbita, el cual se pensaba concluir en 1995. Sin embargo, tras la fallida puesta en órbita del UNAMSAT-1, se decidió poner en órbita a su gemelo, bajo el nombre de UNAMSAT-B, realizándose las adecuaciones correspondientes para ello y añadiéndose le mejoras en relación con su antecesor. Sus 5 paneles solares de arseniuro de galio fueron adquiridos a mitad de precio a la empresa italiana FIAR, S.p.A. El lanzamiento se negoció con la ayuda del Instituto Aeronáutico de Moscú (MAI), con la Empresa Espacial Lavochkin Association, con quienes se diseñó y construyó el acoplamiento del UNAMSAT-B a un satélite militar ruso Kosmos 2334 (Parus #86), que fue la carga principal del cohete Kosmos-3M de la empresa rusa Polyot. El lanzamiento se realizó el 5 de septiembre de 1996, desde el cosmódromo de Plesetsk; cinco horas después el UNAMSAT-B se separó exitosamente del satélite militar ruso para alcanzar una órbita de mil kilómetros de altura a 83° de inclinación con respecto del ecuador e inició transmisiones a la estación portátil instalada en Plesetsk a las 11:00 P. m. En agosto de 1997 se reportó que comenzaron a tenerse problemas en el sistema de alimentación de poder, con lo que se dio por perdido al satélite.
Los ingenieros espaciales mexicanos del satélite UNAMSAT-B recibieron honores en Rusia: Dr. Gianfranco Bisiacchi Giraldi, director del PUIDE; Ing. David Liberman S., director del Proyecto UNAMSAT; Ing. José Luis García García, Área de Electrónica; Ing. Saúl de la Rosa Nieves, Área de Electrónica; Ing. Eloy Martínez Martínez, Área de Electrónica; Ing. Luis Bustamante Murillo, Área de Electrónica; Héctor A. Sosa Rojas, Pasante de Ingeniero en Computación; Eduardo G. García Gama, Pasante de Ingeniero en Computación; y Juan Antonio Asencio Armenta, Pasante de Ingeniero Mecánico.[cita requerida]
Mientras que estas personas se encontraban en Rusia, en México, desde Ciudad Universitaria en el Edificio del Centro de Instrumentos personal del Programa Universitario de Investigación y Desarrollo Espacial (Fís. Gabriel Resendiz, Saúl Valencia, Porfirio Gaona, Enrique Bernal, Gilberto Chavarria y Víctor Pineda) estuvieron a cargo de captar las señales que transmitiera el satélite que ya estaba puesto en órbita.
El Dr. Miguel Ángel Herrera, secretario técnico del PUIDE, estuvo como responsable de la dirección de este programa, así como encargado de la divulgación relacionada con el gran éxito del satélite UNAMSAT-B.
Cabe mencionar que en este proyecto todo el personal ha colaborado.
Asimismo, el satélite UNAMSAT-B próximamente empezará su trayectoria que es determinar la velocidad de los meteoritos que entran en contacto con la atmósfera de la Tierra.

### UNAMSAT III
El UNAMSAT-III está en proceso de construcción para proveer información de electromagnetismo en la Tierra durante terremotos para poder establecer un sistema de detección y predicción de terremotos. Su lanzamiento está programado para efectuarse en Rusia por medio un cohete Dnepr 1. El primer lanzamiento se calendarizó para febrero de 2011, postergándose para mayo de 2012. Una nueva recalendarización previó que su lanzamiento fuera realizado en noviembre de 2012.

## Sistema QuetzSat
El 2 de febrero de 2005, la Secretaría de Comunicaciones y Transportes, otorgó una concesión por 20 años sobre la posición orbital 77° W a la empresa mexicana QuetzSat. MedCom pagó por la concesión 14 millones de dólares, empresa en la que participa SES S.A. con sede en Luxemburgo. Una vez adquirida la posición orbital, y para no perderla, fue ocupada sucesivamente por tres satélites de SES, arrendándose el 90% de su capacidad a EchoStar, empresa dedicada a la transmisión de televisión directa al hogar.

### QuetzSat 1
El QuetzSat 1 es un satélite fabricado por Space Systems/Loral, bajo el modelo LS-1300 de última generación, con 32 transpondedores de la banda Ku (que a diferencia del resto de la flota comercial mexicana no tiene banda C), cuyo costo fue de 250 millones de dólares, incluido el servicio de lanzamiento y el seguro. Para SES S.A. es su satélite número 49, aunque el primero con bandera mexicana a través de su asociación con MedCom, quien lo operará, y estará dedicado al servicio directo de televisión DBS. Fue lanzado el 29 de septiembre de 2011 por el Protón-M Briz-M de la empresa rusa International Launch Services desde el cosmódromo de Baikonur en Kazajistán y puesto en la órbita 77° W con cobertura a nivel nacional y en Estados Unidos, con una vida útil estimada de 15 años.

## Sistema Satelital Mexicano (MEXSAT)

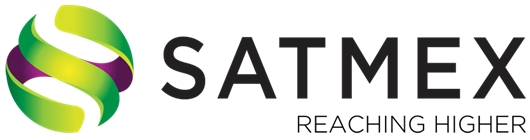

El gobierno mexicano, a través de la Secretaría de Comunicaciones y Transportes, decidió comprar tres nuevos satélites con fines de seguridad del Estado mexicano, los satélites Mexsat 1, 2 y 3, llamados Centenario, Morelos III y Bicentenario, respectivamente. Los satélites Mexsat 1 (Centenario) y Mexsat 2 (Morelos III) serán dos aparatos gemelos para comunicaciones móviles, uno respaldo del otro, para operar en las bandas L y Ku. El Mexsat 3 (Bicentenario) será uno más para comunicaciones fijas que operará en las bandas C y Ku extendidas. Los satélites conformarán el nuevo Sistema Satelital Mexicano (MEXSAT) y serán operados a través de Telecomunicaciones de México (Telecomm-Telégrafos). Asimismo, se espera que estos satélites cubran las necesidades de telecomunicaciones del país en caso de que SATMEX no logre poner en órbita los satélites Satmex 7 y 8 que deben de sustituir la flota que termina su vida útil en los próximos años.
Para la operación del nuevo Sistema Satelital Mexicano (MEXSAT), se construyó el Centro de Control y Monitoreo Satelital Mexicano, inaugurado por el presidente Felipe Calderón Hinojosa el 29 de noviembre de 2012, en donde se realizará el monitoreo de telemetría y comando, así como las maniobras y análisis orbital de los tres satélites del sistema. Además se construirá un segundo centro en Hermosillo, Son.

### Mexsat 1 (Centenario)
El Mexsat 1 (Centenario) sería el principal satélite para el servicio móvil de la red MEXSAT, fue un Boeing 702 HP, el cual se pondría en la órbita 113W, en el último trimestre de 2013. A pesar de tales proyecciones, se terminó lanzando el día 15 de mayo de 2015 a las 00:47 horas del centro de México desde el cosmódromo de Baikonur en Kazajistán a bordo de un cohete Protón M. Este satélite tendría una vida útil estimada de 15 años. No obstante, un accidente ocurrido aproximadamente 490 segundos después de haber despegado el Protón M impidió que la misión se completara. La pérdida del Centenario sería subsanada con la posterior puesta en órbita de su satélite gemelo el Morelos III (lo cual se llevó a cabo hasta el 2 de octubre del mismo año). Asimismo, dado que el Centenario estaba asegurado ante cualquier eventualidad, el gobierno mexicano recuperaría la inversión para construir y poner finalmente en órbita un reemplazo.

### Mexsat 2 (Morelos III)
El Mexsat 2 (Morelos III) es un Boeing 702 HO que fue planeado originalmente como el satélite secundario para el servicio móvil de la red MEXSAT, para ponerse en la órbita 116.8W lanzándose al espacio en el tercer trimestre de 2014. Sin embargo, su lanzamiento se fue posponiendo. Cuando el satélite gemelo Mexsat 1 (Centenario) se destruyó durante su fracasado lanzamiento el 15 de mayo de 2015 el Morelos III se convirtió en su sustituto. Finalmente fue lanzado el 2 de octubre de 2015 a las 5:27 horas (tiempo del centro de México) en un cohete Atlas-V 421 de la empresa Lockheed Martin Commercial Launch Services, lanzándose desde la base de la fuerza aérea de los Estados Unidos en Cabo Cañaveral, Florida. Tras dos horas 51 minutos de vuelo, el Morelos 3 fue liberado exitosamente por el Atlas-V para iniciar su ascenso en forma autónoma hasta su posición orbital de los 113.5°W a 36,000 kilómetros de altura, que se alcanza en 13 días de viaje. Este satélite tendrá una vida útil estimada de 15 años.

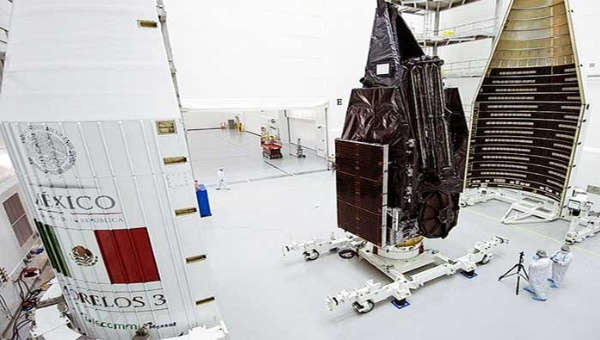
Satélite Mexsat 2 siendo montado dentro de la cofia para su lanzamiento.

### Mexsat 3 (Bicentenario)
El Mexsat 3 (Bicentenario) fue el primero de los satélites de la red MEXSAT en ponerse en órbita. Es un satélite para servicio fijo de la plataforma STAR-2 fabricado por la compañía Orbital Sciences Corporation. Su lanzamiento se llevó a cabo el 19 de diciembre de 2012 a las 18:50 hora local (15:50 Tiempo del Centro 21.50 GMT) desde la rampa ELA-3 de Kourou, Guyana Francesa, a bordo de un cohete Ariane 5. Está programado que ocupe la órbita 114.9 W y está destinado como controlador de los otros dos satélites de la red y para cubrir las comunicaciones del Estado Mexicano que solamente provee actualmente el Solidaridad 2 durante su fase final de vida útil.

## Sistema SATEX
El proyecto del satélite SATEX 1 fue desarrollado por un consorcio de instituciones mexicanas con el patrocinio y la coordinación del extinto Instituto Mexicano de Telecomunicaciones. Contó con la participación de diversos centros de investigación mexicanos: el Centro de Investigación Científica y de Educación Superior de Ensenada (CICESE), el Centro de Investigación y Estudios Avanzados (CINVESTAV) del Instituto Politécnico Nacional (IPN), el Instituto de Investigaciones Eléctricas (IIE), el Instituto Nacional de Astrofísica, Óptica y Electrónica (INAOE), el Instituto de Ingeniería de la UNAM y la ESIME Zacatenco y Ticoman del IPN y la Benemérita Universidad Autónoma de Puebla (BUAP)

### SATEX 1
Se pretendía que el SATEX, con un peso aproximado de 50 kg, realizara la toma de fotografías del territorio mexicano, estudiara la banda Ku de alta frecuencia e hiciera pruebas para establecer comunicaciones ópticas; todo con fines científicos. Aunque se desarrollaron varios módulos de manera independiente por las instituciones participantes, el proyecto nunca fue concluido en su totalidad.

## Ulises I
La misión Ulises I ha despertado interés nacional e internacional, lo que ha permitido la realización de exposiciones, encuentros y conferencias en Bélgica, España, Estados Unidos, Brasil, Francia, Colombia, Italia; en sedes como el MIT en Boston, ISEA en Turquía, Australia y Estados Unidos; la UNAM y el MUTEC, por mencionar algunos.
La propuesta del proyecto Ulises I, desde la etapa conceptual y hasta la etapa de construcción y pruebas, ha sido un esfuerzo conjunto entre el Colectivo Espacial Mexicano (CEM), el Centro Multimedia del Centro Nacional de las Artes (CENART), el Instituto Politécnico Nacional (IPN), el Centro de Cultura Digital (CCD), CONACULTA. En el año 2013, el Instituto Nacional de Astrofísica Óptica y Electrónica (INAOE), se unió al proyecto para colaborar en la fase de diseño de misión y la integración y pruebas del primer nanosatélite Ulises I.El nanosatélite Ulises I, ha sido integrado en el Instituto Nacional de Astrofísica, Óptica y Electrónica (INAOE), en Tonanzintla, Puebla, por el equipo de trabajo del Laboratorio de Comunicaciones de Radiofrecuencia y Fibra Óptica. La integración del nanosatélite Ulises I, es la primera misión de este tipo que se concreta en México, con el propósito de abrir una vía de participación de nuestro país en el uso del espacio.
Esta experiencia representa un paso trascendental en la historia espacial del país. La misión espacial Ulises I, genera una nueva línea de desarrollo interdisciplinaria que permitirá que México avance en el uso de las tecnologías satelitales, en beneficio de su sociedad, permitiendo generar misiones espaciales con propósitos científicos, culturales, académicos, educativos y sociales, con impacto nacional.

### Ulises I
Ulises I, es un nanosatélite artificial creado por el Colectivo Espacial Mexicano, bajo la dirección de Juan José Díaz Infante Casasús. 
La misión espacial Ulises I está considerada como un proyecto que conjunta arte y ciencia, con base en tecnologías de avanzada, lo que le ha atraído el respaldo de expertos en la materia como Robert la Frenais, Nicola Triscott (Arts Catalyst de Inglaterra), Roger Malina (Editor de la revista Leonardo del MIT), Edward Finn (Arizona State University), Daragh Byrne (Carnegie Mellon) y Nahum Mantra (Kósmika), entre otros.
Ulises I ha recibido el apoyo de la Federación Internacional de Astronáutica (FIA), en particular del “IAF Technical Activities Committee for the Cultural Utilization of Space”. El diario español “El País” ha considerado a la misión espacial Ulises I, como uno de los proyectos de arte y tecnología más importantes en el año 2012

## Industria satelital mexicana
En el año 2015 Simple Complexity, una empresa de baja California, afiliada a la Iniciativa Espacial Mexicana MXSpace AC, inicia operaciones en Tijuana para la manufactura de satélites en México. Si bien su plan original era el de enfocarse en el formato cubosatélite, por oportunidades de mercado se concentra, en función de sus capacidades adquiridas en el formato femto. La empresa ha anunciado que posee un contrato para la fabricación de cien unidades, lo que la posiciona, por cantidad, como una de las empresas con mayor potencial en su ramo.
El proyecto, denominado Thumbsat, ha recibido atención en medios internacionales como la revista Wired Magazine, que en su edición de octubre de 2015 destacara las virtudes de la miniaturiación y abaratamiento que dicho proyecto implica.  Igualmente el proyecto ha sido destacado en la prestigiosa publicación francesa Planete Robots en su edición número 39 (enlace roto disponible en Internet Archive; véase el historial, la primera versión y la última).. 
Si bien las operaciones de desarrollo y manufactura se han anclado en México, por estrategia se decidió que la comercialización corre a cargo de la empresa Thumbsat Inc, incorporada como entidad estadounidense.

## Órbitas satelitales asignadas a México
Actualmente México cuenta con cuatro órbitas satelitales asignadas por la Unión Internacional de Telecomunicaciones; tres concesionadas a la empresa Satmex y la otra a la empresa Quetzsat.
| N.º | Nombre del concesionario          | Fecha de otorgamiento | Vigencia (Años) | Órbita   | Servicios Autorizados | Cobertura         |
| --- | --------------------------------- | --------------------- | --------------- | -------- | --- | ----------------- |
| 1   | Satélites Mexicanos, S.A. de C.V. | 23 de octubre de 1997 | 20              | 114.9° W | Provisión de capacidad satelital a concesionarios y permisionarios a través de las bandas de frecuencias C y Ku asociadas a la posición geoestacionaria 109.2° W. Modificado el 30 de agosto de 2005 cambio posición orbital 109.2° a 114.9°. Modificado el 14 de mayo de 2010 prestar servicios en Contel. Prorrogado el 26 de mayo de 2011 la vigencia será de 20 años contados a partir del 24 de octubre de 2017          | Nacional          |
| 2   | Satélites Mexicanos, S.A. de C.V. | 23 de octubre de 1997 | 20              | 113.0° W | Provisión de capacidad satelital a concesionarios y permisionarios a través de las bandas de frecuencias C y Ku asociadas a la posición geoestacionaria 113.0° W. Modificado el 14 de mayo de 2010 prestar servicios en Contel. Prorrogado el 26 de mayo de 2011 la vigencia será de 20 años contados a partir del 24 de octubre de 2017.                                                                                     | Nacional          |
| 3   | Satélites Mexicanos, S.A. de C.V. | 23 de octubre de 1997 | 20              | 116.8° W | Provisión de capacidad satelital a concesionarios y permisionarios a través de las bandas de frecuencias C y Ku asociadas a la posición geoestacionaria 116.8° W. Modificado el 14 de mayo de 2010 prestar servicios en Contel. Modificado el 15 de diciembre de 2010 SATMEX8 por SATMEX5. Prorrogado el 26 de mayo de 2011 la vigencia será de 20 años contados a partir del 24 de octubre de 2017.                          | Continental       |
| 4   | Quetzsat, S. de R.L. de C.V.      | 2 de febrero de 2005  | 20              | 77° W    | Provisión de capacidad satelital a concesionarios y permisionarios a través de las bandas de frecuencias C y Ku asociadas a la posición geoestacionaria 77° W. Modificado el 27 de enero de 2010 adición EchoStar-1. Modificado el 27 de enero de 2010 adición Quetzsat-1. Modificado el 7 de octubre de 2011 eliminación EchoStar-4. Modificado el 3 de noviembre de 2011 movimientos de Quetzsat-1, Echostar-8 y Echostar-1 | Nacional y E.U.A. |

### Órbita 109.2° W
En 1993 se le otorgó al gobierno mexicano la órbita 109.2° W para poner en órbita su nuevo satélite, el Solidaridad I, al final de su vida útil el 29 de agosto de 2000, ningún otro satélite ocupa dicha órbita. Las autoridades de telecomunicaciones intentaron licitar esta posición en dos ocasiones, y para ninguna hubo satélite.
El Estado mexicano perdió los derechos sobre la órbita satelital 109.2 grados oeste, debido a que no pudo garantizar que contaría con el satélite para ocupar esta posición el 5 de marzo de 2008, fecha límite que fijó la Unión Internacional de Telecomunicaciones (UIT) para que el país conservara esta órbita satelital.

### Órbita 114.9° W
La órbita 114.9° W esta concesionada a la empresa Satmex desde el 14 de mayo de 2010 y cuenta con una prórroga de 20 años a partir del 24 de octubre de 2017. Dicha órbita la ocupaba el satélite Solidaridad II que al final de su vida útil solo trabajaba en la banda L y daba exclusivamente servicios de comunicaciones a las diferentes dependencias del gobierno mexicano
El proyecto original de Satmex consistía en que una vez lanzado el Satmex 8 para sustituir al Satmex 5 en la órbita 116.8° W, este último se trasladaría a la posición orbital 114.9° W y se pondría en posición inclinada para alargar su vida hasta que fuera sustituido por el Satmex 7. Sin embargo, varios factores externos impidieron llevar este proyecto a la práctica. El primero de ellos fue el retraso en el lanzamiento del Satmex 8. Otro factor fue el lanzamiento del nuevo sistema satelital del gobierno mexicano conocido como Mexsat, el cual planea lanzar tres nuevos satélites al espacio. El Mexsat 3 fue lanzado en diciembre de 2012 y ocupó la órbita 114.9° W. 
Actualmente ni el gobierno mexicano ni la empresa Satmex han aclarado la situación jurídica de la órbita 114.9° W.

### Nuevas órbitas
El lanzamiento del nuevo Sistema Satelital Mexicano (MEXSAT), el cual planea lanzar tres nuevos satélites entre 2012 y 2014, requiere la asignación de tres nuevas órbitas satelitales para México, debido a que las actuales cuatro órbitas asignadas al país están concesionadas a privados por lapsos de tiempo mayores a los 20 años. El primer satélite lanzado por Mexsat, ocupó la órbita 114.9° W concesionada a Satmex. Esta operación no implica conflictos en los primeros años de funcionamiento de este nuevo satélite, debido a que el Satmex 8, programado para ser puesto en órbita a principios de 2013, sustituirá al Satmex 5. Por lo que la órbita 114.9° W quedaría libre hasta finales de 2014 o principios de 2015, año en el que se planea lanzar el Satmex 7.
El satélite Mexsat 1 está programado para ser puesto en órbita a finales de 2013 y el Mexsat 2 a finales de 2014 al igual que el Satmex 7. Esto significa que el gobierno mexicano debe gestionar la asignación de tres nuevas órbitas satelitales en un periodo de 2 años a partir de enero de 2013.